# Contra (gra komputerowa)
Contra – gra akcji wydana przez Konami w 1987 roku na automaty do gier, a następnie 9 lutego 1988 na konsolę Nintendo Entertainment System. W grze gracz wciela się w komandosa walczącego z terrorystami i kosmitami. Gra zdobyła dużą popularność na automatach, więc doczekała się wielu portów. Najpopularniejszy był wydany rok po oryginale port na NESa, który stał się jedną z najlepiej sprzedających się gier na tę konsolę. Serwis IGN umieścił grę na liście „Toughest Games to Beat” grupującą gry o najwyższym stopniu trudności.

## Fabuła
Wersja japońska:
Jest rok 2633. Na fikcyjną wyspę Galuga niedaleko Nowej Zelandii spada niewielki meteoryt. Jakiś czas później okazuje się, że wraz z meteorytem na Ziemię spadli kosmici mający na celu podbój Ziemi, a grupa terrorystyczna Red Falcon zamierza im w tym pomóc. Dwaj komandosi, Bill Rizer i Lance Bean, zostają zesłani na Galugę z misją zniszczenia kosmitów i Red Falcon.
Fabuła wersji amerykańskiej różni się kilkoma szczegółami. Data wydarzeń została zmieniona z przyszłości na teraźniejszość, akcja toczy się gdzieś w Ameryce Środkowej, zamiast w Nowej Zelandii, Bill i Lance dostali kryptonimy "Mad Dog" i "Scorpion", a Red Falcon to nazwa kosmity, którego bohaterowie muszą zniszczyć.
Europejska wersja gry ma fabułę zupełnie niezwiązaną z pozostałymi wersjami. W tej wersji na Ziemi lądują najeźdźcy z planety Suna, Durrowie. W większości portów imiona głównych bohaterów zostały niezmienione, jednak na niektórych platformach był tylko jeden bohater nazwany Lance Gryzor.
NESowa wersja europejska (znana jako Probotector) ma fabułę bazującą na wersji japońskiej, jednak główni bohaterowie zostali zastąpieni robotami.

## Rozgrywka
W Contrze na automaty i komputery osobiste jest 5 poziomów, na NESie jest 8, zaś na MSX2 znajduje się ich aż 19. Na dwóch poziomach jest widok zza pleców. Grę zaczyna się z trzema życiami i karabinem jako broń, jednak w trakcie gry zdobywa się lepszą broń poprzez niszczenie kapsuł zawierających paczki z bronią. Kapsuł jest w grze 7: M (karabin maszynowy), F (miotacz ognia), L (laser), S (karabin ze strzałem rozproszonym), R (ulepszenie broni), B (nieśmiertelność), a także kapsuła bez oznaczenia niszcząca wszystkich przeciwników na ekranie. W wersji na automaty niektóre kapsuły zostały zastąpione ikoną karabinu. Niektóre porty miały inny system broni. W Contrę można grać na dwóch graczy jednocześnie, co kiedyś było rzadko spotykane w tego typu grach.